# Maciej Borkowic

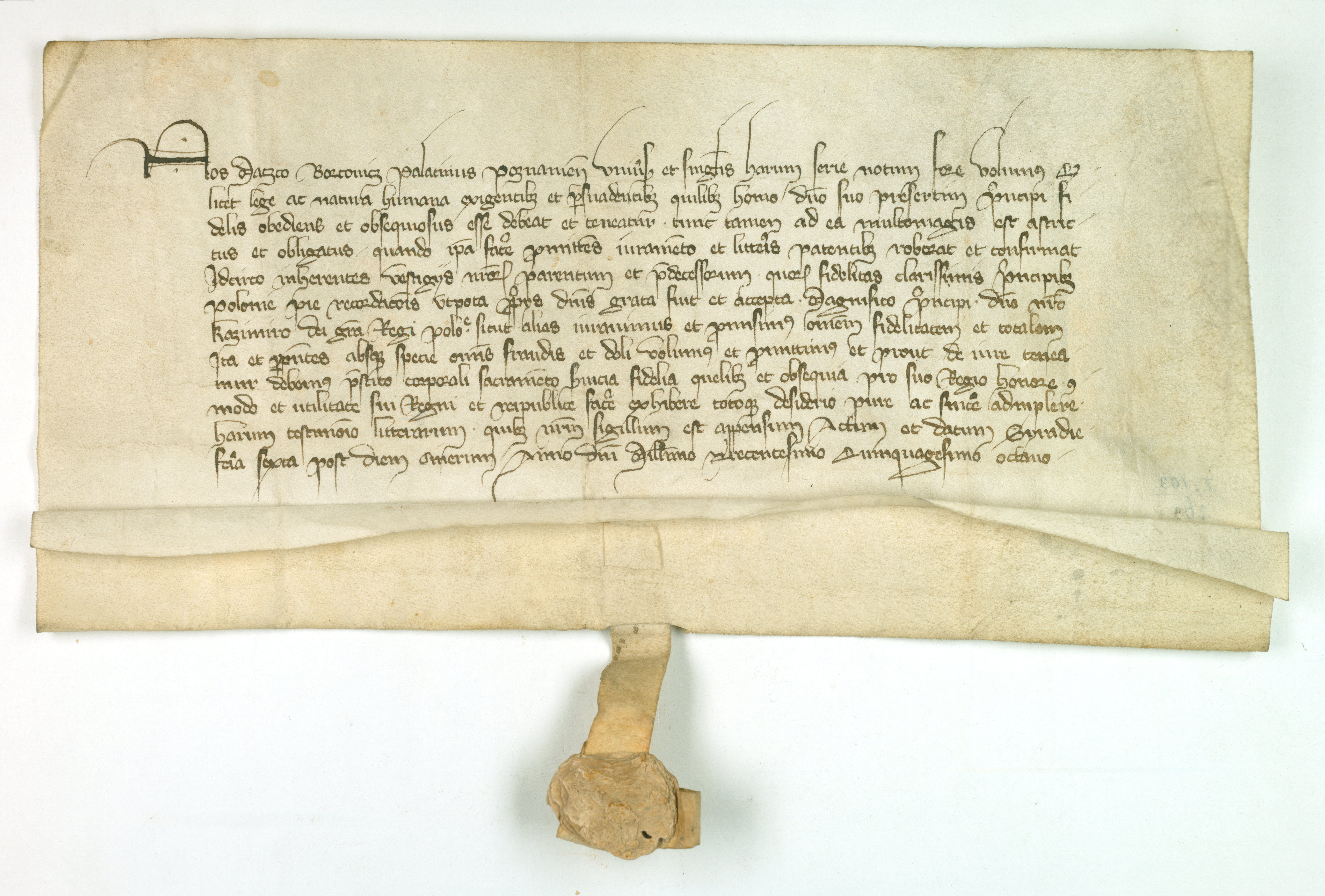
Maćko Borkowic przyrzeka dochowywać wierności Kazimierzowi Wielkiemu (ze zbiorów Archiwum Głównego Akt Dawnych).

Maciej Borkowic, Maćko Borkowic herbu Napiwon (ur. 1298, zm. 9 lutego 1360 w Olsztynie pod Częstochową) – wojewoda poznański od 1343, starosta poznański 1348–1352, przywódca konfederacji wielkopolskiej.
W 1340 roku wziął udział, razem z rycerstwem wielkopolskim w wyprawie na Ruś Czerwoną. 
Król, Kazimierz III Wielki, ulegając naleganiom możnych rodów wielkopolskich, zniósł w 1348 urząd starosty generalnego Wielkopolski i ustanowił dwóch starostów: poznańskiego (którym mianował Maćka) i kaliskiego (którym został Przecław z Gułtów). Doprowadziło to jednak bardzo szybko do wybuchu zamieszek w tej dzielnicy. Kazimierz w 1352 odsunął tych starostów, przywracając urząd starosty generalnego, którym mianował Ślązaka, Wierzbiętę z Paniewic herbu Niesobia. 
Ta nominacja spowodowała już jawny bunt Wielkopolan, który przeistoczył się w konfederację rycerską, zawiązaną 2 września 1352 roku w Poznaniu przez możne rody Borków, Awdańców, Grzymalitów, Nałęczów i Zarembów. Wielkopolska pogrążyła się w odmętach wojny domowej. Na domiar złego Borkowic zabił wojewodę kaliskiego, Beniamina z Uzarzewa, co doprowadziło do jego wygnania z kraju. Maćko przebywał na Śląsku, skąd wrócił w 1356 roku. 16 lutego 1358 roku w Sieradzu złożył przysięgę wierności królowi. W rocie przysięgi po raz pierwszy użyte zostało sformułowanie Rzeczpospolita (łac. Respublica). Nie zaprzestał jednak knowań i w 1360 roku, został aresztowany w Kaliszu, osadzony na tamtejszym zamku królewskim, a następnie osądzony tam przez samego króla. Skazany na śmierć głodową, zmarł w wieży na zamku w Olsztynie, koło Częstochowy.